# Paraclius caudatus
Paraclius caudatus är en tvåvingeart som beskrevs av Octave Parent 1934. Paraclius caudatus ingår i släktet Paraclius och familjen styltflugor.
Artens utbredningsområde är Kenya. Inga underarter finns listade i Catalogue of Life.